# Phyllyphanta producta
Phyllyphanta producta är en insektsart som först beskrevs av Maximilian Spinola 1839.  Phyllyphanta producta ingår i släktet Phyllyphanta och familjen Flatidae. Inga underarter finns listade i Catalogue of Life.